# Resolució 1217 del Consell de Seguretat de les Nacions Unides
La Resolució 1217 del Consell de Seguretat de les Nacions Unides fou adoptada per unanimitat el 22 de desembre de 1998.
Després de reafirmar totes les resolucions passades sobre la situació a Xipre, el Consell va ampliar el mandat de la Força de les Nacions Unides pel Manteniment de la Pau a Xipre (UNFICYP) durant sis mesos més fins al 30 de juny de 1999.
El Govern de Xipre va tornar a acceptar la presència contínua de la UNFICYP a l'illa. La situació al llarg de la línia d'alto el foc s'havia mantingut tranquil·la, a part de violacions menors, tot i que hi havia restriccions a la llibertat de moviment de la UNFICYP.
El mandat de la UNFICYP es va ampliar fins al 30 de juny de 1999 i es va recordar a les autoritats de Xipre i Xipre del Nord que havien de garantir la seguretat del personal de la UNFICYP i posar fi a la violència contra ella. Es va instar a les autoritats militars d'ambdues parts a abstenir-se d'accions que podrien agreujar les tensions. També era preocupat per l'enfortiment de les armes militars al sud de Xipre i la manca de progrés en la disminució del nombre de tropes estrangeres. En aquest sentit, el Consell va instar a la República de Xipre a retallar les despeses de defensa i retirar tropes estrangeres, amb una visió general de la desmilitarització de tota l'illa.
El Consell de Seguretat va acollir amb beneplàcit la intenció de la UNFICYP d'aplicar el seu mandat humanitari. També va ser ben acollit l'establiment d'una Subdirecció d'Afers Civils i la represa de la tasca del Comitè de Persones Desaparegudes.
Finalment, es va demanar al secretari general Kofi Annan que informe al Consell el 10 de juny de 1999 sobre l'aplicació de la resolució actual. La Resolució 1218 es va aprovar el mateix dia que es debatia el procés de pau a l'illa.